# Lurainz Wietzel
Lurainz Wietzel (* 1627 in Zuoz im Oberengadin; † 1670 vermutlich in Zuoz) war ein Schweizer Jurist und Übersetzer des Genfer Psalters und pietistischer Erbauungsliteratur ins Ladinische, in die Engadiner Schriftsprache der rätoromanischen Sprache.

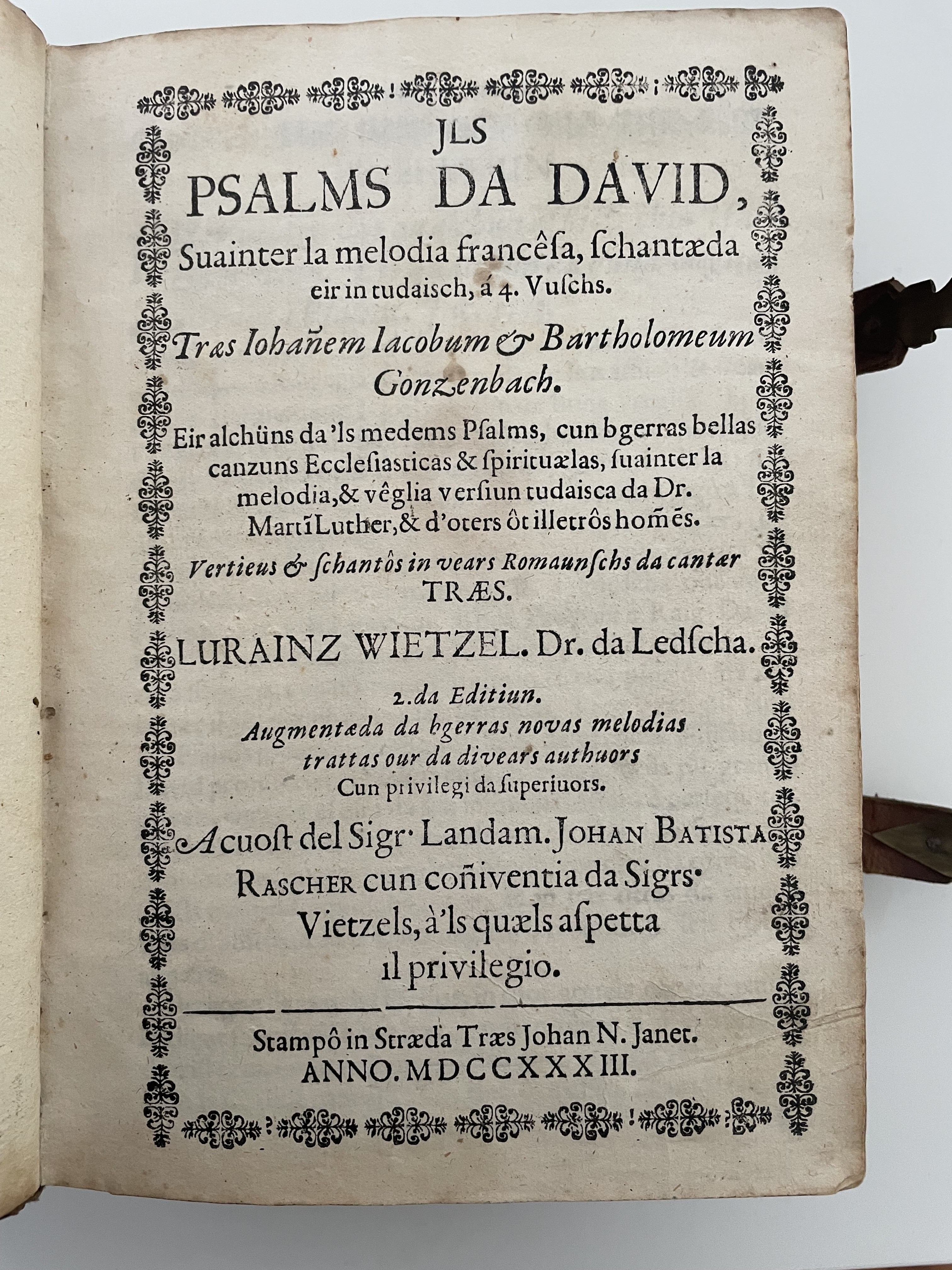
Ils Psalms da David (1733) Deckblatt

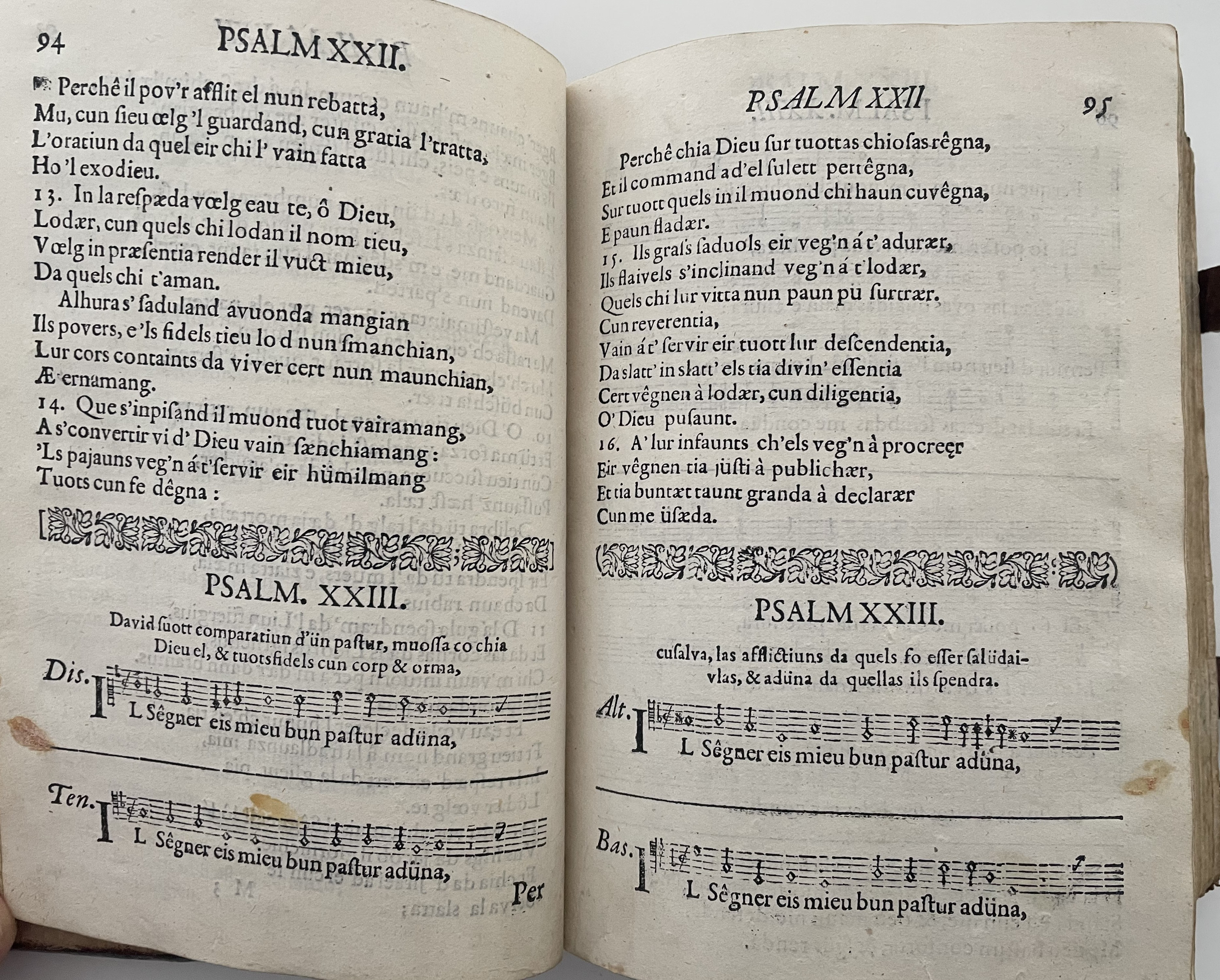
Ils Psalms da David (1733) Ausschnitt aus Psalm 22 und 23

## Leben
Lurainz Wietzel (auch: Wiezel oder Viezel) stammte aus einer humanistisch gebildeten und einflussreichen Patrizierfamilie in Zuoz. Er war ein Sohn des Landammanns, Hauptmanns, Politikers und Chronisten Giörin Wietzel (1595–1670), ein Bruder hiess Fadrich Wietzel. Lurainz Wietzel studierte Jura wahrscheinlich in Genf, Zürich, Basel und wurde Doktor der Jurisprudenz. An diesen Orten lernte er wohl auch das Konstanzer Gesangbuch und den Genfer Psalter kennen. Über seinen beruflichen Werdegang und seine beruflich Laufbahn ist wenig bekannt. Verheiratet war er mit Mengia von Planta.
In der Tradition der Erbauungsliteratur des 17. Jahrhunderts verfasste er Übersetzungen des Genfer Psalters, des Practise of Pietaet, eines Buchs zur Erbauung und ethischer Bildung des Niederländer Pietisten Pierre Poiret. Dazu verfasste er einzelne Kirchenlieder zur 'Praeparatiun sün la S. Tschina' (deutsch: Vorbereitung auf das Abendmahl).

## Werke

### «Ils psalms da David» von 1661
Ab 1600 begann sich in der reformierten Schweiz der Genfer Psalter durchzusetzen. Auf der Grundlage der Zürcher Ausgabe des Psalters von Ambrosius Lobwasser aus dem Jahr 1636 oder 1641 schuf Wietzel als Enkelübersetzung eine Psalterbereimung ins Oberengadiner Romanisch Puter. Zusammen mit einem Anhang von geistlichen Liedern liess er das Werk 1661 bei den Erben von Johann Jakob Genath unter dem Titel 'Ils Psalms da David, suainter la melodia francêsa, schantaeda eir in tudaisch traes Dr. Ambrosius Lobvasser' drucken. In Wietzels "Psalms da David" finden sich die Melodien der 150 Genfer Psalmen, ältere (deutsche) Melodien von z. T. denselben Psalmen und – entsprechend der üblichen Vorgehensweise – von Wietzel neu übersetzte Lieder von Martin Luther. Im einleitenden zweisprachigen Lobgedicht von Pfarrer Peider Gian Büsin aus Silvaplana spricht dieser in Puter als auch in lateinischen Hexametern über die Anfänge der bündnerromanischen Schriftlichkeit und die Dichtkunst eines Durich Chiampel und Jachiam Tütschett Bifrun und bezeichnet Wietzel als Pionier des Liedes.
Nach den einleitenden Worten folgt der musikalische Teil mit 150 einstimmigen Psalmen, den 25 verbreitetsten Psalmen Ils pü usitôs suainter la vêglia melodia & versiun tudaischia (Deutsch: «den gebräuchlichsten nach der alten Melodie und deutschen Fassung») aus Chiampels Cudesch da Psalms sowie 65 Kirchen- und geistliche Festlieder (anzuns ecclesiasticas & spirituaelas, da cantaer sün las feistas & da tuot’ oters temps, in Baselgia & eir ourdvart aquella). Angefügt ist Wietzels 'kurze und einfache' musiktheoretische Einführung in die Kunst des Singens. Die ist wohl die älteste gedruckte Musiktheorie Romanischbündens.
1733 wurden Ils psalms da David neu aufgelegt, herausgegeben durch Johann Batista Rascher aus Zuoz und gedruckt von Johan N. Janet in Strada und gilt als herausragende verlegerische und typographische Leistung von Rascher und ist zum bedeutendsten Musikdruck in rätoromanischer Sprache geworden. Diese zweite, 800 seitige Ausgabe enthielt weitere Psalmen in den 4- bis 5-stimmigen Sätzen von Claude Le Jeune, dazu ältere, jetzt 3-stimmige Psalmen und geistliche Lieder der ersten Ausgabe. Diese Ausgabe erfuhr 16 Auflagen.
Erst in der dritten Ausgabe von 1776 wurden alle 150 Psalmen in den vierstimmigen Kantonialsätzen von Claude Goudimel zu den Versen von Wietzel publiziert. Diese Ausgabe viel weniger schön aus. Vier Landammänner waren die Promotoren und die drei Drucker Jachen Nuot Gadina von Scuol, Johann Pfeffer und Bernard Otto von Chur waren am Druck dieses über 1000 Seiten umfassenden Werkes beteiligt.
Wietzels Psalms da David war das erste rätoromanische Gesangbuch mit Noten. Diese lösten die Vorherrschaft des Cudesch da Psalms von Chaimpel im Engadin für die nächsten 200 Jahre ab und öffenten als offizielles Kirchengesangbuch zunächst im Engadin, später in ganz Romanischbünden, das Tor zum reformierten Kirchengesang mit seinem gemeinsamen Liedgut.

### «La Pratica da Pietaet» von 1668
Lewis Baylys Practise of Piety war im puritanischen England und im pietistischen Deutschland eines der erfolgreichsten Erbauungsbücher. Der Inhalt dieses Werks behandelte den ganzen protestantischen Glauben. Der Lesende wurde mit den Eigenschaften Gottes bekannt gemacht, und er erhielt auch praktische Hinweise für das tägliche Leben. In deutscher Übersetzung – der Übersetzer ist nicht bekannt – erschien das Buch als Praxis Pietatis zuerst 1628 bei Ludwig König in Basel, möglicherweise nach einer 1625 in Genf erschienenen französischen Fassung. Neue Auflagen folgten in Zürich 1629, Basel 1629 und Bremen 1630. 1631 erschien die erste lutherische Ausgabe bei Johann und Heinrich Stern in Lüneburg. Die zweite Lüneburger Ausgabe erschien 1633, und im folgenden Jahr 1634 wurde die Praxis Pietatis in einer revidierten Version bei Caspar Dietzel in Strassburg nachgedruckt.
Wietzel besorgte 1668 die erste Übersetzung ins Ladinische; als Vorlage wird ihm die deutsche Strassburger Ausgabe von 1634 gedient haben. In einem lateinischen Epigramm begrüsste Johannes Justus Anderus V.D.M. den Dorta als Rev. D. Jacobum Dortam, V.D.M. acp. T. Scolij i. i. Patria Typographum. Daraus wird ersichtlich, dass Jachen Andri Dorta sich als Pfarrer und Typograph betätigt hatte. Auf dem Titelblatt des zweiten Teiles zeichnen als Drucker Andri e Florin Dorta, fraers 1668, das sind die Söhne des Jachen Andri Dorta des Jüngeren.
Die Übersetzung Wietzels diente 1670 Christian Gaudenz für seine Übersetzung ins Sursilvan, ins Oberländer Romanische.
1771 wurde das Werk in einer zweiten Auflage mit einer Einleitung von Valentin Nicolai bei Jachen Nott Gadina in Scuol gedruckt. Als Promotoren traten Nott Schucan, Padrut Bezola und Jachien Bezola auf.
Eine letzte Schrift wurde nach seinem Tod 1696 mit dem Titel Praeparatium sün la S. Tschaina Que ais, Forma da provaer se suessa herausgegeben.